# Dansk Akvarie Union
Dansk Akvarie Union (DAU) er et forbund af akvarieklubber og akvarieforeninger i Danmark.

## Historie
- 1945: Dansk Akvarie Union (DAU) grundades på Danmarks Akvarium og Anton F. Bruun blev den første formand [1]
- 1947: 12 foreninger i Unionen DAU [1]
- 1951: Det samlede medlemstal for unionen var helt oppe på 1675 personer[1]
- 1982: DAU begynder de første Aqua-dage [1]
- 1983: 53 foreninger i Unionen DAU [1]
- 1994: DAU startede en opdrætskampagne [1]
- 1995: DAU 50 år [1]

## Ekstern kilde/henvisning
- DAUs officielle hjemmeside